# Wilsun
Die Wilsun ist eine ehemalige Passagierfähre, die viele Jahre im deutschen Wattenmeer fuhr. Seit 2007 liegt die Fähre in den Niederlanden.

## Das Schiff
Die Wilsun wurde 1927 in der Meyer Werft in Papenburg als Langeoog IV gebaut und fuhr für die Schiffahrt der Inselgemeinde Langeoog zwischen Langeoog und Norddeich. Von 1944 bis 1945 war das Schiff mit einer Flak bestückt und diente im April 1945 als Lazarettschiff.
1971 wurde das Schiff an die Nachbarinsel Spiekeroog verkauft und in Spiekeroog IV umbenannt. Es fuhr fortan zwischen Neuharlingersiel und dem alten Anleger auf Spiekeroog.
1980 wurde die Fähre verkauft und bekam den Namen Nanja. Sie wurde als Ausflugs- und Angelfähre von Harlingen aus betrieben. Seit 2007 trägt die Fähre ihren heutigen Namen und liegt in Rotterdam. Seit Mai 2009 ist die Wilsun eine fest im Hafen liegende Diskothek.
Im Laufe der Jahre gab es einige größere Umbauten am Schiff. 1938 wurde die Fähre von 25 m auf ihre heutige Größe verlängert.